# Schloss Kieselstein

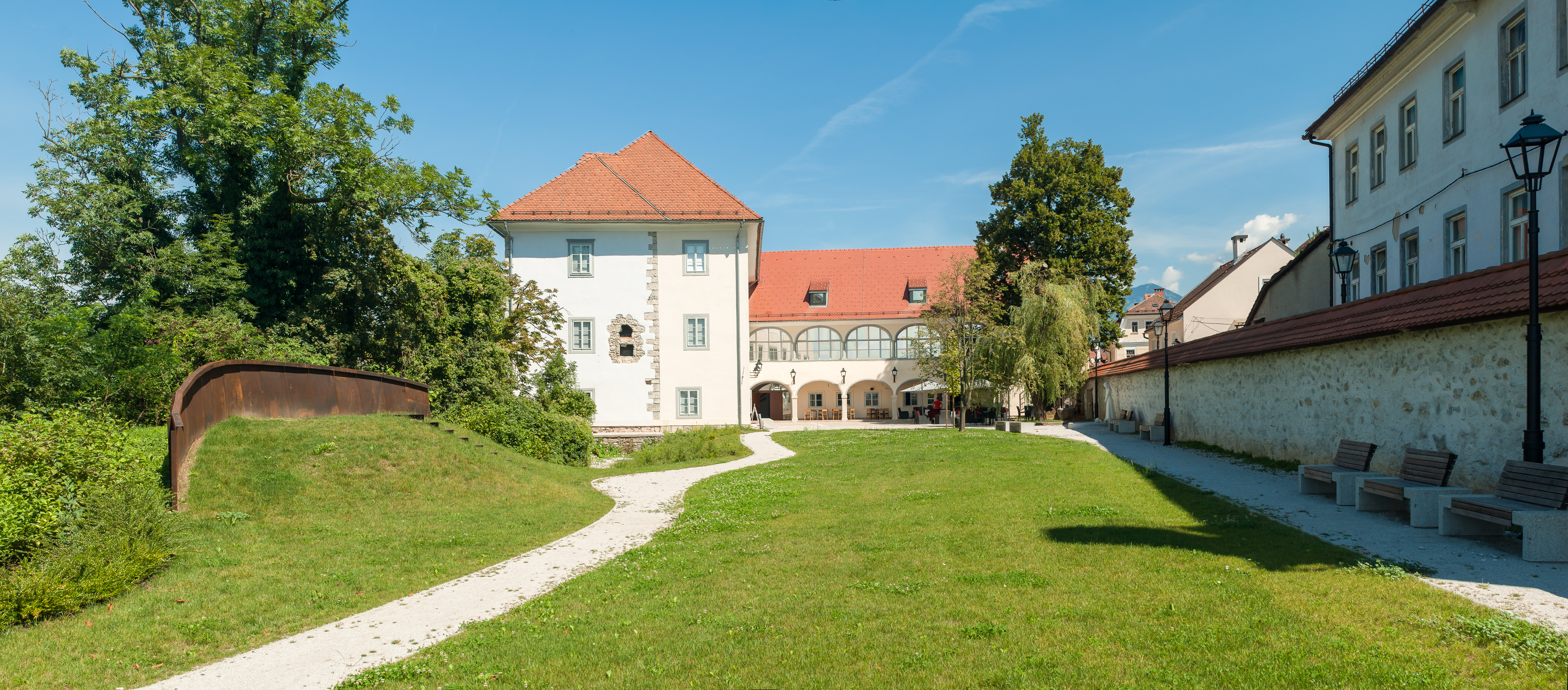
Schloss Kieselstein 2014

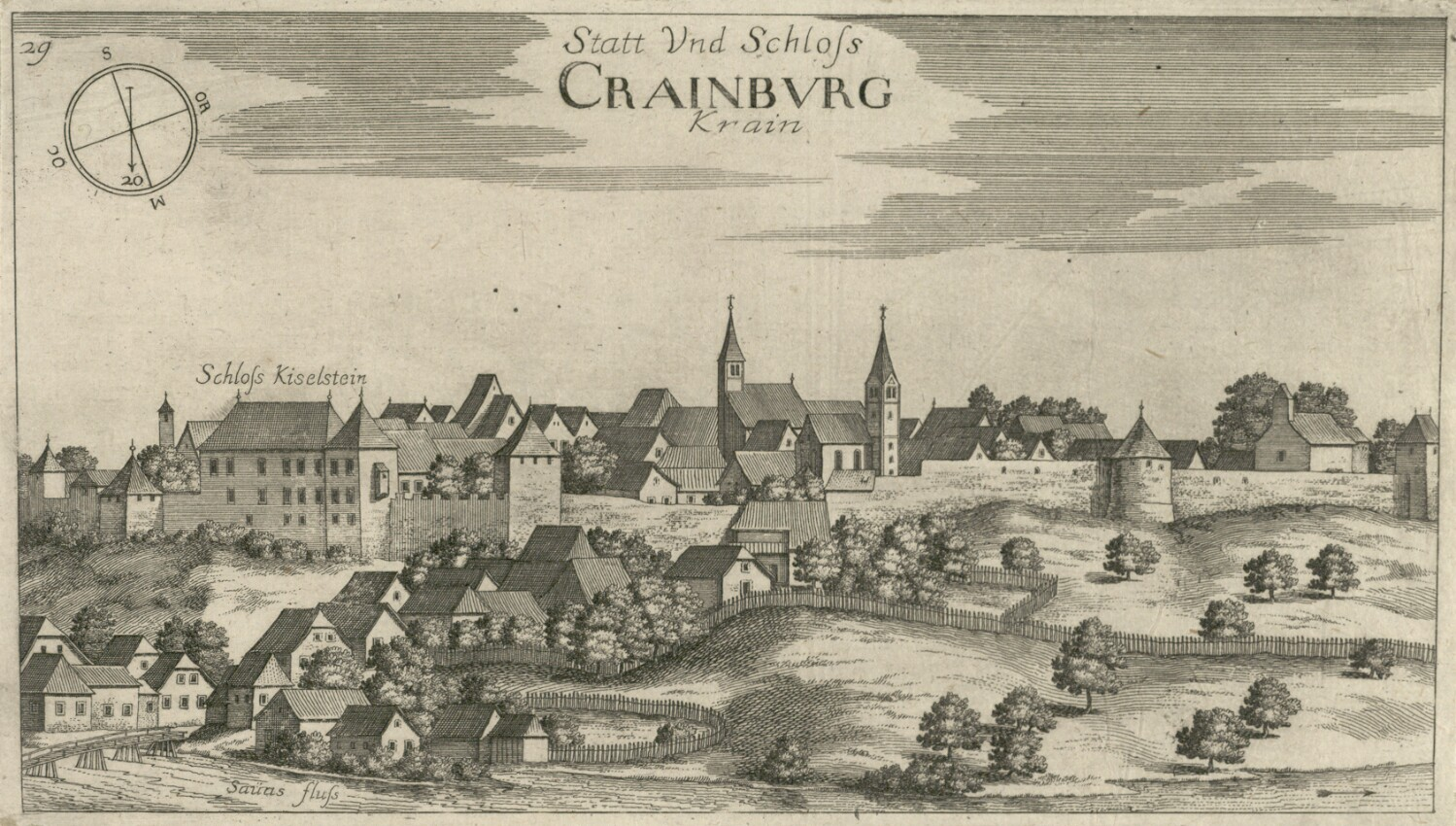
Schloss Kieselstein in Kranj 1679 (Valvasor)

Schloss Kieselstein (slowenisch: Grad Kislstein / Khislstein) ist ein Schloss aus dem 13. Jahrhundert in der Altstadt von Kranj in Oberkrain (Slowenien). Das Schloss trägt den Namen des Adelsgeschlechts Khisl, das das Anwesen in der zweiten Hälfte des 16. Jahrhunderts erwarb. Das aktuelle Aussehen erhielt es durch Umbauten zwischen dem 16. und 19. Jahrhundert.

## Lage
Das Schloss, mitten im Stadtzentrum von Kranj, steht oberhalb des Save-Übergangs auf einem Teil der Oberstadt, die von der Antike bis zum frühen Mittelalter ein befestigtes Areal war. 
Heute beherbergt das Gebäude Einrichtungen der Gemeinde Krajn sowie eine Abteilung des Museums der Oberkrain.

## Geschichte
Der Vorläufer des Gebäudes, eine Burg, wurde 1256 von den Grafen von Ortenburg im Auftrag des Herrn von Kranj, Ulrich III., Herzog von Kärnten, erbaut. Bis 1420 wurde das Anwesen von ihren Ministerialen oder Vasallen, den Rittern von Chreinburch, verwaltet und ging dann in den Besitz der Grafen von Cilli über. Nach deren Aussterben ging der Besitz als Erbe an die Habsburger, die es Mitte des 16. Jahrhunderts an Hans Khiessl von Kaltenbrunn verkauften. Khiessl ersuchte Kaiser Ferdinand I. erfolgreich um das Recht, die Burg nach ihm umzubenennen, und baute die Burg zu dem L-förmigen Schloss aus, wie es sich auch heute darstellt. 
Spätere Besitzer des Schlosses waren unter anderem die Grafen von Auersperg. 1913 wurde es vom Staat gekauft.